# Liste der Pfarren im Dekanat Bruck an der Mur
Das Dekanat Bruck an der Mur war ein Dekanat der römisch-katholischen Diözese Graz-Seckau. Es ist im Zuge der diözesanen Strukturreform am 1. September 2020 in die Region Obersteiermark Ost übergegangen.

## Liste der Pfarren mit Kirchengebäuden, Kapellen, und Seelsorgestellen
- Seit: gen. … erstgenannt, err. … errichtet
- Patrozinium: Anb. … Anbetungstag, Kirchw. … Kirchweihtag

| Pfarre                                | Pfarrverband                                                               | Ink.<               | Seit                                                          | Patrozinium                                                                                      | Kirchen, Seelsorgestellen | Bild                                  |
| ------------------------------------- | -------------------------------------------------------------------------- | ------------------- | ------------------------------------------------------------- | ------------------------------------------------------------------------------------------------ | --- | ------------------------------------- |
| Aflenz Kurort                         | Aflenz – Thörl – Turnau                                                    |                     | 1066 (gen.)                                                   | Hl. Petrus, 29. Juni (Anb. 17. September, Kirchw. Samstag vor dem dritten Sonntag im Oktober)    | Pfarrkirche Aflenz Messkapelle St. Michael im Karner | Pfarrkirche Aflenz                    |
| Breitenau am Hochlantsch              | Breitenau – Gasen                                                          |                     | 1760 (err., Pfarrk. gen. 1396)                                | Hl. Erhard, 8. Jänner (Anb. 8. Jänner, Kirchw. Samstag vor dem dritten Sonntag im Oktober)       | Pfarrkirche Sankt Erhard in der Breitenau Filialkirche Sankt Jakob in der Breitenau, Wallfahrtskapelle Schüsserlbrunn | Pfarrkirche St. Erhard                |
| Bruck an der Mur                      | Bruck an der Mur – Pernegg – St. Dionysen-Oberaich                         |                     | 1224 (gen., St.Ruprecht gen. 1063)                            | Mariä Geburt, 8. September (Anb. 8. September, Kirchw. Zweiter Sonntag im September)             | Stadtpfarrkirche Bruck an der Mur Kirche St. Ruprecht im Friedhof, Kirche Maria im Walde (Minoritenkirche), Kirche St. Nikolaus in Pischk, Kirche Blutschwitzender Heiland am Kalvarienberg, Kirche St. Georg am Pöglhof (Priv.), Landeskrankenhauskapelle (Messkapelle), Messkapelle im Piusinstitut | Pfarrkirche Bruck                     |
| Frauenberg in Sankt Marein im Mürztal |                                                                            |                     | 1801 (err., Kap. 1354, Pfarrk erb. 1496)                      | Schmerzen Mariens, 15. September (Anb. 8. September, Kirchw. Zweiter Sonntag im Oktober)         | Wallfahrtskirche Maria Rehkogel | Wallfahrtskirche Maria Rehkogel       |
| Gußwerk                               | Mariazell – Gußwerk                                                        |                     | 1958 (err., M.Heims. erb. 1710; Hl.Joh.d.T. Pfarre 1774–2000) | Hl. Kreuz, 14. September (Anb. 14. September, Kirchw. Sonntag vor oder nach dem 14. September)   | Pfarrkirche Gußwerk Kirche hl. Johannes der Täufer in Weichselboden, Kirche Mariä Heimsuchung in Wegscheid, Kirche St. Barbara in Gollrad, Kirche St. Josef in Greith, Messkapelle Johann Baptist im Brandhof, Messkapelle hl. Eustachius in Gschöder | Pfarrkirche Gußwerk                   |
| Kapfenberg-Hl. Familie                | Kapfenberg-Hl. Familie – Kapfenberg-Schirmitzbühel – Kapfenberg-St. Oswald |                     | 1951 (err., Expositur 1946)                                   | Hl. Familie, Sonntag nach Weihnachten (Anb. 19. April, Kirchw. 1. April)                         | Pfarrkirche Kapfenberg-Hl. Familie Messkapelle hll. Engel in Hafendorf, Messkapelle Mutter Gottes im Pensionistenheim | Pfarrkirche Kapfenberg                |
| Kapfenberg-Schirmitzbühel             | Kapfenberg-Hl. Familie – Kapfenberg-Schirmitzbühel – Kapfenberg-St. Oswald |                     | 1963 (err., Pfarrk. erb. 1956/57)                             | Maria Königin, 22. August (Kirchw. Samstag vor dem dritten Sonntag im Oktober)                   | Pfarrkirche Kapfenberg-Schirmitzbühel | Pfarrkirche Kapfenberg-Schirmitzbühel |
| Kapfenberg-St. Oswald                 | Kapfenberg-Hl. Familie – Kapfenberg-Schirmitzbühel – Kapfenberg-St. Oswald |                     | 1374 (gen., St.Martin gen. 1096, Pfarrk. gen. 1330)           | Hl. Oswald, 5. August (Anb. 12. Oktober, Kirchw. Samstag vor dem dritten Sonntag im Oktober)     | Pfarrkirche Kapfenberg-St. Oswald Kirche St. Martin am Friedhof, Kapelle Maria-Loreto in Oberkapfenberg | Pfarrkirche Kapfenberg-St. Oswald     |
| Mariazell                             | Mariazell – Gußwerk                                                        | St. Lambrecht (OSB) | 1266 (gen., Pfarrk. gen. als Kapelle um 1157)                 | Mariä Geburt, 8. September                                                                       | Basilika von Mariazell Kirche St. Michael, Filialkirche Sigmundsberg, Kirche St. Sebastian, Kirche Heiligenbrunn, Kirche Bruder Klaus von der Flüe, Messkapelle St. Lambert im Superiorat, Messkapelle im Marienheim, Messkapelle im Salvatorheim, Messkapelle im Franziskusheim, Messkapelle bei den Kleinen Schwestern, Messkapelle im Landeskrankenhaus, Messkapelle zum Unbefleckten Herzen Mariens im Karmel | Basilika von Mariazell                |
| Pernegg an der Mur                    | Bruck an der Mur – Pernegg – St. Dionysen-Oberaich                         |                     | 1125 (gen.)                                                   | Hl. Maximilian, 12. Oktober (Anbetungstag, Kirchw. 12. Oktober)                                  | Pfarrkirche Pernegg an der Mur Kirche hl. Maria in Pernegg | Pfarrkirche Pernegg                   |
| Röthelstein                           |                                                                            |                     | 1892 (err., Pfarrk. gen. 1469, 1742 Vikariat, 1787 Lokalie)   | Hl. Oswald, 5. August (Anb. 31. März, Kirchw. 5. August)                                         | Pfarrkirche Röthelstein | Pfarrkirche Röthelstein               |
| St. Dionysen-Oberaich                 | Bruck an der Mur – Pernegg – St. Dionysen-Oberaich                         |                     | 1165 (gen., Pfarrk. gen. 1144)                                | Hl. Dionysius, 9. Oktober (Kirchw. 16. Oktober)                                                  | Pfarrkirche St. Dionysen-Oberaich Filialkirche Utschtal-Oberaich |                                       |
| St. Katharein an der Laming           | St. Katharein an der Laming – Tragöß                                       |                     | zw. 1336/76 (err., Pfarrk. gen. 1255)                         | Hl. Katharina, 25. November (Anb. 30. März)                                                      | Pfarrkirche St. Katharein an der Laming Kirche hl. Alexius, Messkapelle Oberdorf | Pfarrkirche St. Katharein             |
| St. Lorenzen im Mürztal               | St. Lorenzen i.M. – St. Marein i.M.                                        |                     | 1162 (Pfarrk. gen. 925)                                       | Hl. Laurentius, 10. August (Anb. 10. August, Kirchw. Samstag vor dem dritten Sonntag im Oktober) | Pfarrkirche St. Lorenzen im Mürztal Messkapelle Franz Xaver im Schloss Nechelheim, Messkapelle Schmerzhafte Mutter in Himmelreich, Messkapelle Mariä Himmelfahrt in Lesing | Pfarrkirche St. Lorenzen              |
| Sankt Marein im Mürztal               | St. Lorenzen i.M. – St. Marein i.M.                                        |                     | 1251 (gen., Pfarrk. gen. 1103)                                | Hl. Anna, 26. Juli (Anb. 7. Oktober, Kirchw. 16. Oktober)                                        | Pfarrkirche St. Marein im Mürztal Messkapelle hl. Sebastian im alten Friedhof, Messkapelle hl. Kreuz in Graschnitz | Pfarrkirche St. Marein                |
| Thörl                                 | Aflenz – Thörl – Turnau                                                    |                     | 1964 (err., Hl.Ägidius gen. 1490)                             | Hlgst. Dreifaltigkeit, Dreifaltigkeitssonntag                                                    | Pfarrkirche Thörl Schlosskapelle hl. Barbara in Thörl, Kirche hl. Ägidius in St. Ilgen, Kirche hl. Anna in Etmißl | Pfarrkirche Thörl                     |
| Tragöß                                | St. Katharein an der Laming – Tragöß                                       |                     | 1210 (gen.)                                                   | Hl. Maria Magdalena, 22. Juli Patronat: Forstgut Tragöß                                          | Pfarrkirche Tragöß-Oberort Kirche St. Nikolaus in Pichl | Pfarrkirche Tragöß                    |
| Turnau                                | Aflenz – Thörl – Turnau                                                    |                     | 1786 (Hl.Leonhard gen. 1366, Pfarre 1754–1996)                | Hl. Jakobus (d. Ä.), 25. Juli (Anb. 19. Juni, Kirchw. Sonntag vor oder nach dem 25. Juli)        | Pfarrkirche Turnau Kirche hl. Leonhard in Seewiesen | Pfarrkirche Turnau                    |

## Dekanat Bruck an der Mur
Das Dekanat Bruck in der Obersteiermark umfasst 18 Kirchengemeinden, und 7 Ordensniederlassung. Es gliedert sich in folgende Pfarren, Pfarrverbände und Regionen (mit politischen Gemeinden):
- Bruck – Süd
  - Bruck an der Mur – Pernegg – St. Dionysen-Oberaich (Bruck an der Mur Stadtgebiet; Pernegg an der Mur; Oberaich mit Teilen von Bruck und Kapfenberg)
  - Breitenau – Gasen im Dekanat Birkfeld (Gemeinden Breitenau a.H.; Gasen/Bezirk Weiz)
  - Röthelstein (Gemeinde Frohnleiten/Bezirk Graz-Umgebung)
- Kapfenberg: Kapfenberg-Hl. Familie – Kapfenberg-Schirmitzbühel – Kapfenberg-St. Oswald (Stadt Kapfenberg)
- Mürztal
  - St. Lorenzen im Mürztal – St. Marein im Mürztal (St. Lorenzen im Mürztal) mit Parschlug; St. Marein im Mürztal
  - Frauenberg-Rehkogel (Frauenberg)
- Lamingtal: St. Katharein an der Laming – Tragöß (St. Katharein an der Laming; Tragöß)
- Aflenzer Becken
  - Aflenz – Thörl (Aflenz Kurort mit Aflenz Land und Umgebung; Thörl mit Etmißl, St. Ilgen)
  - Turnau (Turnau)
- Mariazeller Land
  - Gußwerk (Gemeinde Mariazell)
  - Mariazell (Mariazell mit Halltal, St. Sebastian)

Außerdem übernimmt es die Krankenhausseelsorge am LKH Mariazell (Anstalt des LKH Mürzzuschlag-Mariazell).
Die Pfarre Mariazell ist dem Stift St. Lambrecht inkorporiert.
Dechantssitz ist die Stadtpfarrkirche Bruck an der Mur in Bruck an der Mur.

## Dechanten
- Johann Feischl, Propst und Pfarrer in Bruck